# Talweg
Pour les articles homonymes, voir Talweg (homonymie).
Un talweg, ou thalweg (/tal.vɛɡ/), est la ligne formée par les points ayant la plus basse altitude, soit dans une vallée, soit dans le lit d'un cours d'eau.

## Étymologie
Talweg (/ˈtaːlveːk/) est un terme allemand, formé des deux substantifs Tal, signifiant « vallée », et Weg, signifiant « chemin » : il signifie littéralement « chemin de vallée ». En français, on dirait plutôt ligne de collecte des eaux. Les talwegs sont en grande majorité modelés par l'érosion fluviale et fréquemment occupés par le réseau hydrographique.
Le talweg s'oppose à la ligne de crête, ligne de faîte ou ligne de partage des eaux.
L'espace compris entre deux talwegs est appelé interfluve.

## Emploi dérivé
Par analogie entre isobares et courbes de niveau, talweg désigne en météorologie un creux barométrique.

## Sens courant
Vallons, lignes de collecte des eaux, les talwegs sont le plus souvent désigné comme tels lorsqu'il se situent dans un terrain non rocheux. On parle de talwegs pour désigner ce creusement, cette ligne d’écoulement dans de la terre, dans de l'argile, mais pas couramment dans de la roche où on utilisera les dénomination de gorge (géographie) ou de canyon.

## Emploi imagé
- Talweg est parfois utilisé comme image pour exprimer ce qui ressort de la paresse intellectuelle ou des solutions de facilité.
- « RAS dans le talweg », expression militaire renforçant l'abréviation RAS (rien à signaler) pour dire que tout est calme.
- « Nous n'avons pas gardé les pacôts (paquetages) dans le même talweg », expression militaire équivalente à « nous n'avons pas gardé les cochons ensemble… », également : « Nous n'avons pas crapahuté (marché) dans le même talweg ».
- Dans le roman La Horde du contrevent, un personnage nommé Talweg occupe la fonction de géomaître (c'est-à-dire géologue).